# Erwin Moser (Schriftsteller)
Erwin Moser (* 23. Jänner 1954 in Wien; † 11. Oktober 2017 in Wien) war ein österreichischer Kinder- und Jugendbuchautor.

## Leben
Erwin Moser wurde 1954 in Wien geboren, wuchs aber im burgenländischen Gols auf. Er absolvierte eine Schriftsetzerlehre in Wien. Anschließend war Moser als freischaffender Künstler tätig. 1975 erhielt er eine Auftragsarbeit in Moers (Deutschland) für Illustrationen zu Hermann Jungs Räubergeschichte Die Vogelfreien der Bönninghardt. Dort entdeckte Moser in einer Buchhandlung  die Kinderbücher von Friedrich Karl Waechter, die ihm sehr gefielen und seinem Stil sehr ähnlich waren. Er entschloss sich, eigene Bildergeschichten zu schreiben und zu illustrieren, und sie demselben Verlag Beltz & Gelberg anzubieten. Aus dem Treffen mit dem Verleger Hans-Joachim Gelberg entstand eine langjährige Zusammenarbeit. Im Jahr 1980 wurde mit Jenseits der großen Sümpfe sein erstes Buch veröffentlicht. Seine Werke wurden in über 20 Sprachen übersetzt und Moser erhielt zahlreiche Kinder- und Jugendbuchpreise (u. a. auf der Auswahlliste zum Deutschen Jugendliteraturpreis mit seinem Werk Großvaters Geschichten oder das Bett mit den fliegenden Bäumen oder den Rattenfänger-Literaturpreis für sein Werk Der Rabe Alfons). Zudem war er seit 2013 Träger des Goldenen Verdienstzeichens des Landes Wien. Ab 2002 litt Moser an amyotropher Lateralsklerose (ALS). Mit Hilfe seiner Frau Ruth Moser gelang es ihm dennoch, zahlreiche Bücher neu zu schreiben bzw. neu aufzulegen. Anlässlich seines 60. Geburtstages wurde in seiner Heimatgemeinde Gols das Erwin Moser Museum (www.erwinmoser.at) eingerichtet, in dem Kinderbuchillustrationen und Manuskripte aus seinem Werk zu sehen sind.
Moser starb im Oktober 2017 im Alter von 63 Jahren in Wien.

## Auszeichnungen
- 1982 Auswahlliste zum deutschen Jugendliteraturpreis: Großvaters Geschichten
- 1983 Auswahlliste zum deutschen Jugendliteraturpreis: Der Mond hinter den Scheunen
- 1984 Illustrationspreis der Stadt Wien für Der glückliche Biber
- 1985 Kinderbuchpreis der Stadt Wien für Eisbär, Erdbär und Mausbär
- 1985 Ehrenliste zum österr. Staatspreis für Kinderliteratur: Geschichten aus der Flasche im Meer
- 1987 Owl Preis für Der Rabe im Schnee
- 1992 Rattenfänger-Literaturpreis für Der Rabe Alfons
- 1992 Auswahlliste zum Hans Christian Andersen Preis
- 2000 Kinderbuchautor des Jahres
- 2002 Goldenes Ehrenzeichen für die Verdienste um die Republik Österreich
- 2006 Würdigungspreis Kinder und Jugendliteratur der Republik Österreich
- 2012 Goldenes Verdienstzeichen des Landes Wien
- 2013 Kulturpreis des Landes Burgenland

## Werke
- Jenseits der großen Sümpfe. Beltz, München 1980, ISBN 3-407-80302-8.
- Großvaters Geschichten oder das Bett mit den fliegenden Bäumen. 1981
- Das Haus auf dem fliegenden Felsen. 1981
- Ein Käfer wie ich – Erinnerungen eines Mehlkäfers aus dem Burgenland. 1982
- Der Mond hinter den Scheunen – Eine lange Fabel von Katzen, Mäusen und Ratzen. 1982
- Die Geschichte von Philip Schnauze. 1982
- Mein Baumhaus. 1983
- Der glückliche Biber. 1983
- Ich und der Wassermann – Wahre Traumgeschichten. 1983
- Der Roboter Max und andere merkwürdige Geschichten. 1983
- Das verzauberte Bilderbuch. 1984
- Der einsame Frosch – Fabelhafte Geschichten. 1984
- Eisbär, Erdbär und Mausbär. 1984
- Die fliegende Schnecke & andere seltsame Geschichten. 1984
- Winzig, der Elefant. 1985
- Geschichten aus der Flasche im Meer. 1985
- Das Katzen-ABC. 1985
- Das kleine Mäusealbum. 1985
- Ein aufregender Tag im Leben von Franz Feldmaus. 1986
- Katzenkönig Mauzenberger. 1986
- Paulis Traumreise. 1986
- Der Rabe im Schnee – Gute-Nacht-Geschichten. 1986
- Der Bärenschatz – Die Abenteuer von Manuel, dem Mäuserich, und seinem Freund Didi. 1986
- Der Tintenfisch sitzt in der Tinte. 1987
- Manuel & Didi – Die Baumhütte – Kleine Mäuseabenteuer. 1987
- Manuel & Didi – Der fliegende Hut – Kleine Mäuseabenteuer. 1987
- Manuel & Didi – Der grosse Pilz – Kleine Mäuseabenteuer. 1987
- Manuel & Didi – Der Schneemensch – Kleine Mäuseabenteuer. 1987
- Der Dachs schreibt hier bei Kerzenlicht – Kleine Tierkunde. 1987
- Winzig geht in die Wüste. 1987
- Winzig sucht die Elefanten. 1988
- Das Haus auf dem fliegenden Felsen. 1988
- Edi Nußknacker und Lili Weißwieschnee. 1988
- Ein seltsamer Gast – Gute-Nacht-Geschichten. 1988
- Tierisches von A bis Z. 1988
- Wer küsst den Frosch? 1988
- Wie geht’s dem Schwein? 1988
- Winzig findet seine Eltern. 1989
- Die drei kleinen Eulen und sieben andere Geschichten. 1989
- Das Fabulierbuch. 1989
- Sultan Mudschi – Gute-Nacht-Geschichten. 1989
- Gute Nacht, kleiner Igel. 1989
- Guten Tag, lieber Bär! 1989
- Was macht der Bär? 1989
- Wo schläft die Maus? 1989
- König Löwe. 1990
- Guten Morgen, Herr Kater! 1990
- Guten Abend, Frau Eule! 1990
- Der Rabe Alfons. 1990
- Diese Maus heißt Friederich. 1990
- Das schöne Bärenleben. 1990
- Die Wüstenmäuse. 1990
- Der Bär und seine Freunde. 1991
- Der glückliche Bär. 1991
- Die Geschichten von der Maus, vom Frosch und vom Schwein. 1991
- Die Geschichte von der Gehmaschine. 1991
- Der Siebenschläfer – Gute-Nacht-Geschichten. 1991
- Dicker Kater Kasimir. 1992
- Kleine Katze Nina. 1992
- Der karierte Uhu – Gute-Nacht-Geschichten. 1992
- Schlaf gut, Murmeltier! 1992
- Hallo, Eichhörnchen! 1992
- Manuel & Didi – Der blaue Turban – Kleine Mäuseabenteuer im Sommer. 1992
- Manuel & Didi – Der Lehnstuhl – Kleine Mäuseabenteuer. 1992
- Manuel & Didi – Das Maisauto – Kleine Mäuseabenteuer im Herbst. 1992
- Manuel & Didi – Die Schneekatze – Kleine Mäuseabenteuer im Winter. 1992
- Koko mit dem Zauberschirm. 1992. Auch als Figurentheater im Figurentheater LILARUM (Uraufführung Juni 1999)
- Koko und der weiße Vogel. 1993. Auch als Figurentheater im Figurentheater LILARUM (Uraufführung November 2000)
- Koko und seine Freundin Kiri. 1993. Auch als Figurentheater im Figurentheater LILARUM (Uraufführung Mai 2001)
- Winzig – Das große Buch vom kleinen Elefanten. 1993
- Joschi Tintenkatz. 1993
- Der Mäusezirkus. 1993
- Wunderbare Bärenzeit. 1993
- Koko und der fliegende Teppich. 1994
- Der glückliche Biber. 1994
- Das Findelkind – Gute-Nacht-Geschichten. 1994
- Pepe Pinguin. 1994
- Violetta, die Maus. 1994
- Die Igelkinder. 1995
- Das große Fabulierbuch. 1995
- Kleine Katzenwelt. 1995
- Das kleine Kürbisboot. 1995
- Bolo, der kleine Elefant. 1996
- Die fliegende Kiste. 1996
- Mario der Bär – Gute-Nacht-Geschichten. 1996
- Klitzekleine Schneegeschichten. 1996
- Die Maus im All. 1996
- Die geheimnisvolle Eule – Gute-Nacht-Geschichten. 1997
- Die Mäusepiraten. 1997
- Max der Roboter. 1997
- Traumboot – Ausgewählte Gute-Nacht-Geschichten. 1997
- Das Mäuse-ABC. 1998
- Hugo der Hamster. 1998
- Mondballon – Ausgewählte Gute-Nacht-Geschichten. 1998
- Die Abenteuer von Manuel und Didi – Frühlingsgeschichten. 1998
- Die Abenteuer von Manuel und Didi – Sommergeschichten. 1998
- Manuel & Didi – Das große Buch der kleinen Mäuseabenteuer. 1998
- Die Abenteuer von Manuel und Didi – Herbstgeschichten. 1999
- Die Abenteuer von Manuel und Didi – Wintergeschichten. 1999
- Manuel & Didi – Das zweite große Buch der kleinen Mäuseabenteuer. 1999
- Manuel & Didi helfen den Krähen. 1999
- Manuel & Didi und die Schildkröte. 1999
- Der Mäusejaguar – Gute-Nacht-Geschichten. 1999
- Konrad der Schneemensch. 1999
- Das Weihnachtsgeschenk. 1999
- In allem ist eine Geschichte verborgen. 2000
- Wunderbare Bärenzeit. 2000
- Der sanfte Drache – Gute-Nacht-Geschichten. 2001
- Guten Morgen, Herr Kater. 2001
- Die Erdmaus und der Regenschirm. 2002
- Plim der Clown – Gute-Nacht-Geschichten. 2002
- Eddy und seine Freunde. 2005
- So im Schatten liegen möcht ich. 2006

## Werke – Neuauflagen
- Manuel & Didi. Das große Buch der kleinen Mäuseabenteuer. 2008
- Manuel & Didi. Das zweite große Buch der kleinen Mäuseabenteuer. 2009
- Winzig. Das große Buch vom kleinen Elefanten. 2010
- Das große Buch von Koko und Kiri. 2010
- Erwin Moser’s fantastische Gute-Nacht-Geschichten. 2011
- Wo wohnt die Maus? Frühlings- und Sommergeschichten. 2011
- Der Mäusezirkus. Herbst- und Wintergeschichten. 2011
- Tierisches von A bis Z. 2012
- Der Tigerkäfer. 2012
- Wunderbare Bärenzeit. 2012
- Wie geht’s dem Schweinchen? 2013
- Der Rabe Alfons. 2013
- Boris der Kater – Das Badewannenauto. NordSüd Verlag, Zürich 2013, ISBN 978-3-314-10192-2
- Boris der Kater – Die Krähen. NordSüd Verlag, Zürich 2013, ISBN 978-3-314-10195-3
- Die Erdmaus und der Regenschirm. 2013
- Großvaters Geschichten oder Das Bett mit den fliegenden Bäumen. 2014
- Jenseits der großen Sümpfe. 2014
- Boris der Kater – Der Elefant. NordSüd Verlag, Zürich 2014, ISBN 978-3-314-10193-9
- Boris der Kater – Die Schatzkammer. NordSüd Verlag, Zürich 2014, ISBN 978-3-314-10194-6
- Ein aufregender Tag im Leben von Franz Feldmaus. 2014
- Boris der Kater – Der Kürbis. NordSüd Verlag, Zürich 2014, ISBN 978-3-314-10198-4
- Boris der Kater – Das Sofa. NordSüd Verlag, Zürich 2014, ISBN 978-3-314-10199-1
- Der Dachs schreibt hier bei Kerzenlicht. 2014
- Boris der Kater – Der Goldfisch. NordSüd Verlag, Zürich 2015, ISBN 978-3-314-10197-7
- Boris der Kater – Der Ballon. NordSüd Verlag, Zürich 2015, ISBN 978-3-314-10196-0
- Die Geschichte von Philip Schnauze. 2015
- Die Geschichte von der Gehmaschine. 2015
- Katzenkönig Mauzenberger. 2015
- Der Bärenschatz. 2016
- Das Katzen-ABC. 2016
- Eisbär, Erdbär und Mausbär. 2016
- Wunderbare Gute-Nacht-Geschichten. 2017
- Der karierte Uhu, 2017
- Der Mond hinter den Scheunen, 2017
- Man kann jetzt herrlich träumen…, 2017
- Bärenträume, 2018
- Winzig. Das große Buch vom kleinen Elefanten, mit Audio-CD, 2018
- Edi Nussknacker und Lili Weißwieschnee, 2018
- Ein Käfer wie ich, 2018
- Bärenträume, 2018
- Freddy und seine Freunde, 2019
- Mein Baumhaus, 2019
- Manuel & Didi – Mäuseabenteuer im Frühling, 2019
- Manuel & Didi – Mäuseabenteuer im Sommer, 2019
- Manuel & Didi – Mäuseabenteuer im Herbst, 2019
- Manuel & Didi – Mäuseabenteuer im Winter, 2019
- Billy, die Baummaus, 2020
- Wer küsst den Frosch?, 2020
- Die Mäusepiraten, 2020
- Boris der Kater – Der findigste Kater aller Zeiten. NordSüd Verlag, Zürich 2021, ISBN 978-3-314-10538-8
- Der Mäuseschatz. G&G Verlag, Wien 2022, ISBN 978-3-7074-5281-5
- Guten Tag, lieber Bär! NordSüd Verlag, Zürich 2022, ISBN 978-3-314-10606-4
- Guten Morgen, Herr Kater! NordSüd Verlag, Zürich 2022, ISBN 978-3-314-10605-7
- Gute Nacht, kleiner Igel! NordSüd Verlag, Zürich 2022, ISBN 978-3-314-10607-1
- Kleine Katze Nina. NordSüd Verlag, Zürich 2023, ISBN 978-3-314-10642-2
- Joschi Tintenkatz. NordSüd Verlag, Zürich 2023, ISBN 978-3-314-10644-6
- Wer küsst den Frosch? NordSüd Verlag, Zürich 2023, ISBN 978-3-314-10643-9
- Die Maus im All. NordSüd Verlag, Zürich 2023, ISBN 978-3-314-10645-3
- Das kleine Kürbisboot. NordSüd Verlag, Zürich 2023, ISBN 978-3-314-10646-0
- Zauberhafte Gute-Nacht-Geschichten. Verlag Beltz, Weinheim 2023, ISBN 978-3-407-75720-3
- Der Dachs schreibt hier bei Kerzenlicht. NordSüd Verlag, Zürich 2023, ISBN 978-3-314-10660-6